# Gaz
Pour l’article ayant un titre homophone, voir Gaze.
Pour les articles homonymes, voir Gaz (homonymie).
 (novembre 2017).
Si vous disposez d'ouvrages ou d'articles de référence ou si vous connaissez des sites web de qualité traitant du thème abordé ici, merci de compléter l'article en donnant les références utiles à sa vérifiabilité et en les liant à la section « Notes et références ».

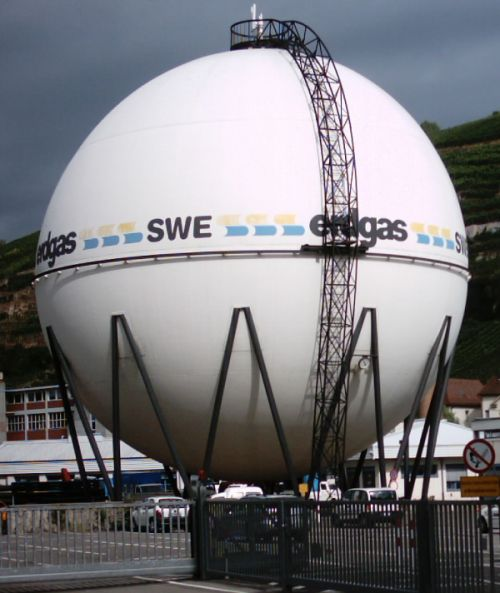
Sphère de stockage de gaz naturel.

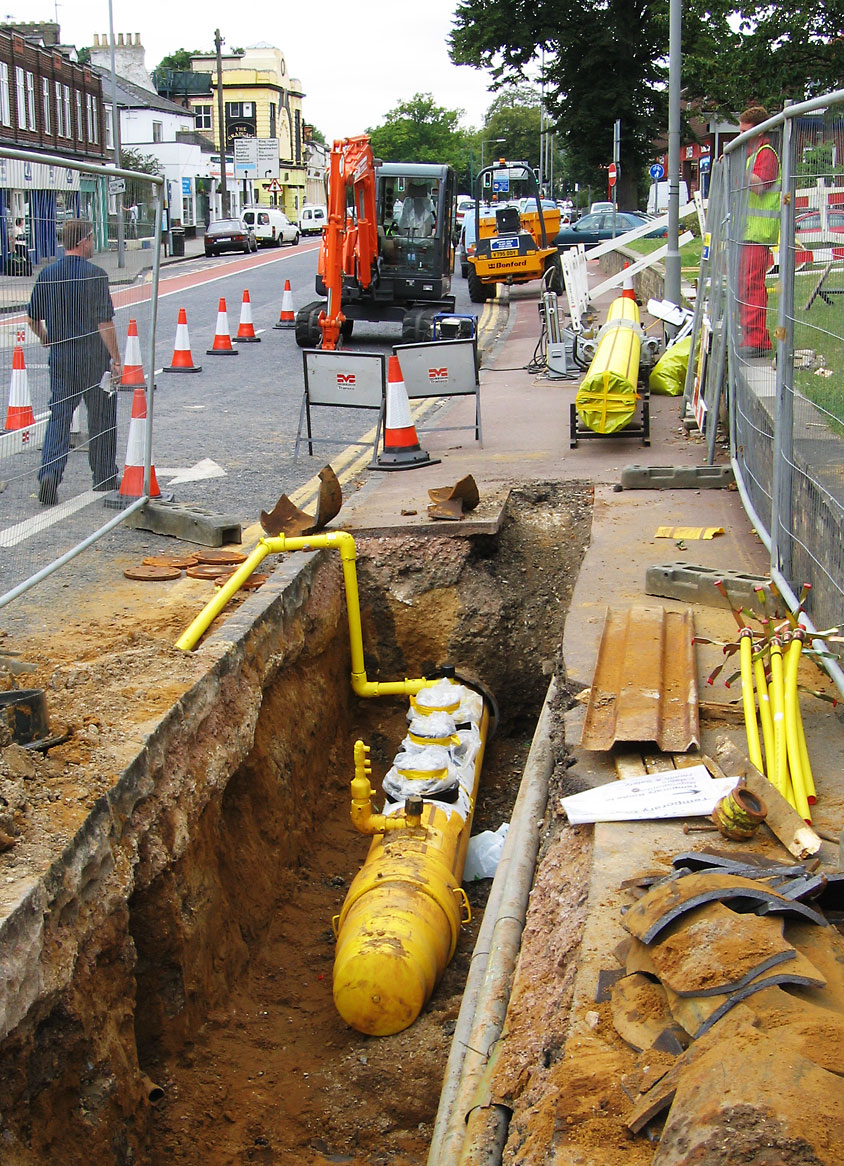
Conduite de gaz de ville en polyéthylène.

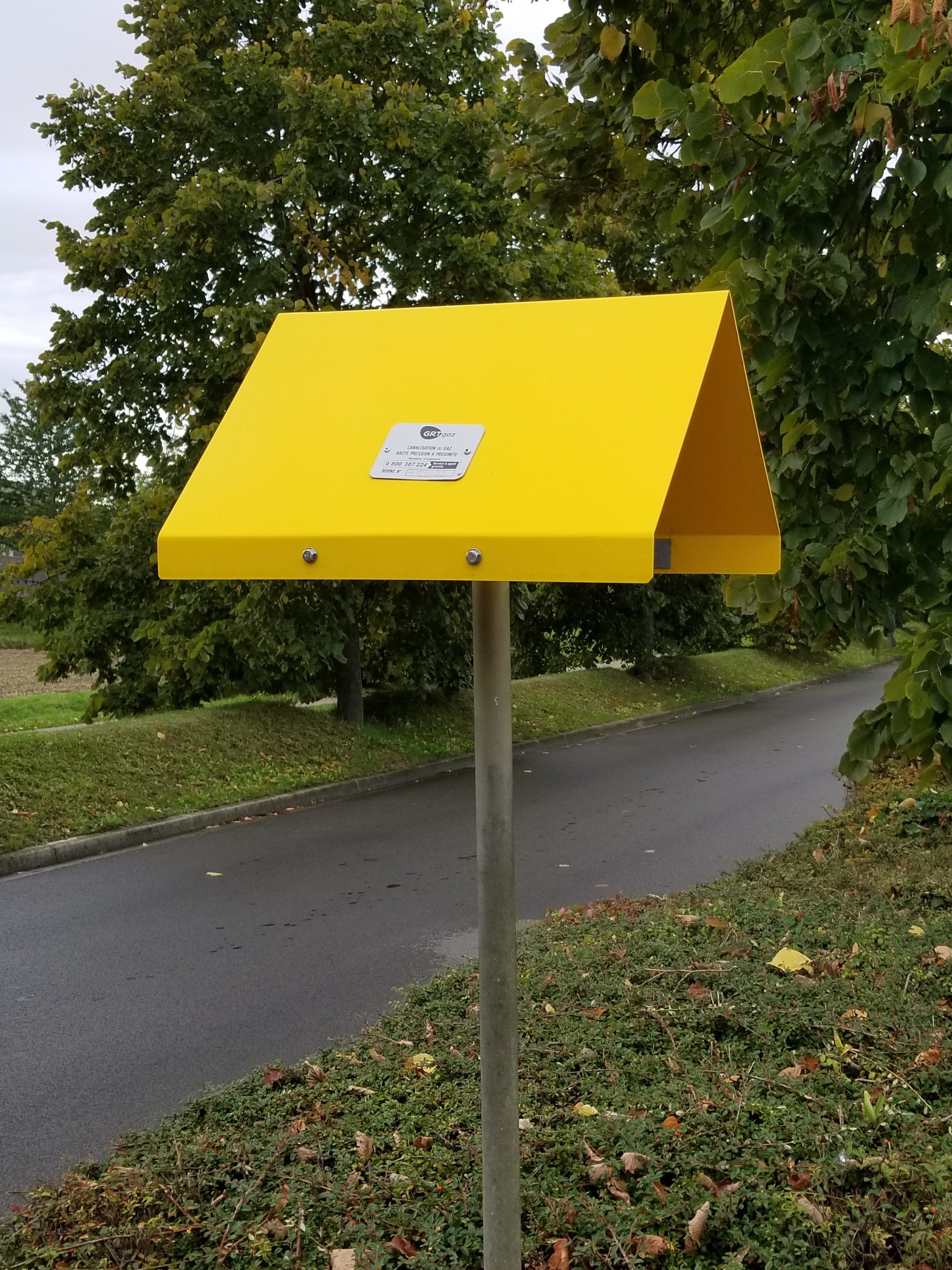
Panneau indiquant une conduite de gaz enterrée en France.

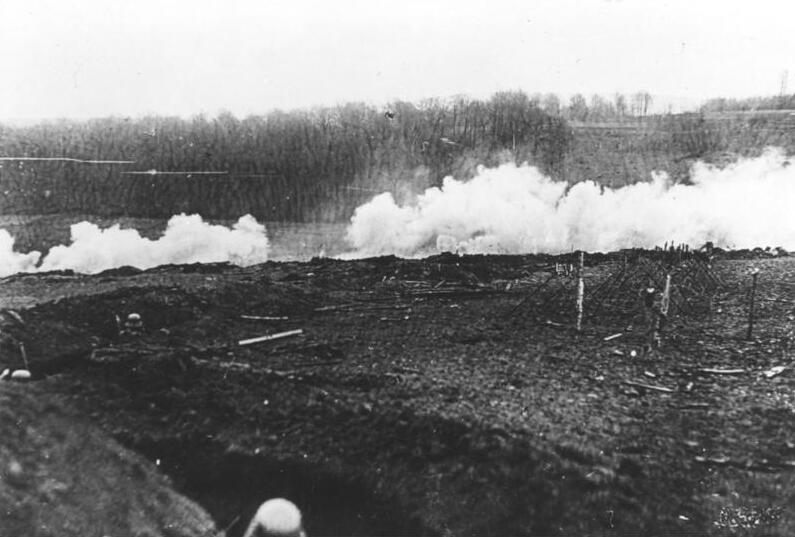
Les gaz de combat ont été produits et utilisés de manière industrielle lors de la Première Guerre mondiale.

Un gaz est un ensemble d'atomes ou de molécules très faiblement liés et quasi indépendants. Dans l’état gazeux, la matière n'a pas de forme propre ni de volume propre : un gaz tend à occuper tout le volume disponible. Cette phase constitue l'un des quatre états dans lequel peut se trouver un corps pur, les autres étant les phases solide, liquide et plasma (ce dernier, proche de l'état gazeux, s'en distingue par sa conduction électrique). Le passage de l'état liquide à l'état gazeux est appelé vaporisation. On qualifie alors le corps de vapeur (par exemple la vapeur d'eau).
À basse pression, les gaz réels ont des propriétés semblables qui sont relativement bien décrites par le modèle du gaz parfait. La masse volumique d'un corps pur atteint son minimum à l'état gazeux. Elle décroît sous l'effet d'une baisse de pression (loi de Gay-Lussac et loi de Charles) ou d'une hausse de la température (on parle de dilatation des gaz). Les mouvements chaotiques des molécules qui composent le corps le rendent informe et lui permettent d'occuper entièrement l'espace clos qui le contient. Une propriété remarquable des gaz parfaits, valable approximativement pour les gaz réels, est que, dans les mêmes conditions de température et de pression, un volume donné contient toujours le même nombre de molécules quelle que soit la composition du gaz (loi d'Avogadro).

## Étymologie
Au tout début du XVIIe siècle, un chimiste flamand, Jean-Baptiste Van Helmont, utilisa le mot « gas » par rapprochement avec le mot « chaos » (en néerlandais « ch » et « g » se prononcent de la même façon) venant du grec χάος / cháos qui désigne dans la mythologie l'espace immense et ténébreux qui existait avant l'origine des choses. En effet, il voulait introduire une notion de vide. Peu après, les Français écrivirent « gas » avec un z : gaz. Ce n'est qu'à la fin du XVIIIe siècle que le mot prit son sens moderne.

## Généralités
Les gaz sont miscibles entre eux : on parle de mixage pour l'action de mélanger et, de mélange gazeux pour l'état mélangé. Exemple : l'air sec, épuré de son dioxyde de carbone, est un mélange composé principalement de 78 % de diazote (N2), de 21 % de dioxygène (O2) et de 1 % d'argon (Ar).
Un gaz peut se dissoudre dans l'eau (loi de Henry), ou d'autres liquides (comme le sang). Par exemple, la pression d'oxygène dans le sang artériel PaO2 est de 85 ± 5 mmHg, et la pression du dioxyde de carbone PaCO2 est de 40 ± 4 mmHg. Les gaz dissous dans le sang peuvent créer des embolies gazeuses en cas de décompression rapide lors d'une plongée sous-marine — les gaz inertes (azote, remplacé par de l'hélium ou de l'hydrogène pour des plongées techniques) sont en cause.
Un gaz peut même se dissoudre (faiblement) dans un métal (adsorption, désorption).
La combustion des gaz oxydables est très importante en chimie, en chimie organique et, donc dans la vie courante.

## Gaz et thermodynamique
Des transformations d'état, les transitions de phase, affectent les gaz.
Le passage direct de l'état solide à l'état gazeux est appelé sublimation (par exemple, le dioxyde de carbone CO2, ou neige carbonique) ; la transformation inverse s'appelle déposition, condensation  solide ou encore sublimation inverse.
Quand un liquide passe à l'état gazeux, il y a vaporisation (soit par évaporation, soit par ébullition). L'inverse s'appelle la liquéfaction.

## Gaz et optique
- Réfraction gazeuse (loi de Gladstone, aberration)
- Absorption lumineuse, émission (loi de Kirchhoff)
- Gaz coloré (par exemple le dioxyde d'azote NO2 est roux)
- Bec de gaz
- Jets atomiques…

## Gaz, usage industriel et technique
- Air liquide

Symbole du système général harmonisé de classification et d'étiquetage des produits chimiques indiquant un gaz sous pression.

- Combustible, moteur, réacteur à gaz, usine à gaz
- Gaz comprimé
- Gazogène
- GPL
- Gazoduc
- Ballon à gaz, dirigeable, aérostat
- Gaz propulseur pour des aérosols
- Gaz réfrigérant
- Turbine à gaz, turbine à vapeur

## Gaz et biologie
- Digestion : avoir des gaz, roter, éructation
- Respiration, asphyxie, gaz méphitique, gaz irritant (par exemple, le dioxyde de soufre, SO2), empoisonnement gaz toxique, mélange de gaz en plongée sous-marine et bouteille de gaz, ivresse des profondeurs…
- Anesthésiant, hilarant (N2O), puant, brûlant la peau, lacrymogène…
- Gaz dissous, embolie gazeuse
- Gaz neurotransmetteur (NO)
- Gaz neurotoxique
- Gaz de protection alimentaire
- etc.

## Gaz en astrophysique
- Gaz interstellaire

## Gaz ultrafroids
- Refroidissement d'atomes par laser
- Condensat de Bose-Einstein
- Condensat fermionique

## Usages militaires
- Gaz de combat (armes chimiques)